# Epopterus callerianus
Epopterus callerianus is een keversoort uit de familie zwamkevers (Endomychidae). De wetenschappelijke naam van de soort werd in 1997 gepubliceerd door Strohecker.